# Vila Evžena Kaliny
Vila Evžena Kaliny je rodinný dům, který stojí v Praze 5-Hlubočepích ve vilové čtvrti Barrandov v ulici Filmařská.

## Historie
Vilu postavenou v letech 1938–1939 pro ředitele vývozu koncernu Škoda ing. Evžena Kalinu navrhl architekt Vilém Lorenc, interiéry architekt Jan Čermák.

## Popis
Jednoduchá hranolová stavba na čtvercovém půdorysu je třípodlažní s plochou střechou. Vchod do domu je ze západní strany a je chráněný markýzou. Z jižního průčelí vystupuje arkýř přes dvě podlaží, v obou patrech prosklený. Balkon v prvním nadzemním podlaží ve východním průčelí má vnější přístupové schodiště.